# Giuseppe Occhialini

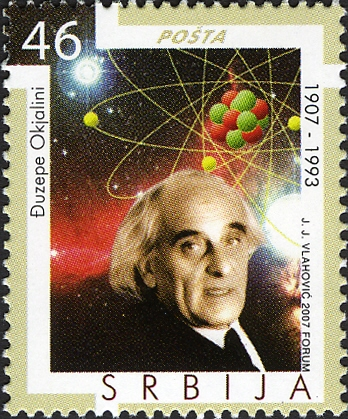
Francobollo serbo in onore di Occhialini

Giuseppe Paolo Stanislao Occhialini, detto Beppo (Fossombrone, 5 dicembre 1907 – Parigi, 30 dicembre 1993), è stato un fisico italiano.

## Biografia
Figlio del fisico Augusto Raffaele Occhialini, attivo nel campo delle spettroscopia e dell'elettrologia, e di Etra Grossi, Giuseppe Occhialini segue le orme paterne e nel 1929 si laurea in fisica presso l'Università di Firenze discutendo una tesi sui raggi cosmici. Studia all'Istituto di Fisica fondato ad Arcetri da Antonio Garbasso, dove lavorano anche Bruno Rossi, grande pioniere dei raggi cosmici, Gilberto Bernardini e dove insegna Enrico Persico.

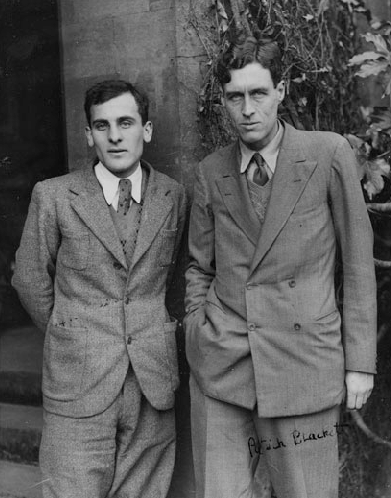
Giuseppe (Beppo) P.S. Occhialini (1907-1993) e Patrick Blackett (1897-1974) nel 1932 o 1933.

Dopo la laurea parte per Cambridge, in Inghilterra, con una borsa di studio del Consiglio Nazionale delle Ricerche. Presso il Cavendish Laboratory collabora con Patrick Blackett, ottenendo subito un grande risultato: la conferma dell'esistenza del positrone, la particella di antimateria prevista dalla teoria quantistica dell'elettromagnetismo di Paul Dirac e scoperta poche settimane prima da Carl Anderson. Blackett e Occhialini rilevano il positrone nei raggi cosmici tramite una camera di Wilson (ideata da Blackett), corredata di un circuito di coincidenze, realizzato con contatore Geiger, messo a punto da Occhialini con una tecnica appresa ad Arcetri da Bruno Rossi.
Nel 1934 ritorna a Firenze, ma soffre il clima creato dal regime fascista. Decide quindi di accettare l'invito di Gleb Wataghin e dal 1937 al 1944 lavorò all'istituto di fisica dell'Università di San Paolo, in Brasile.
Nel 1944 torna in Inghilterra al Wills Physics Laboratory di Bristol. Assieme al Direttore Cecil Frank Powell ed al brasiliano Cesare Lattes studia i raggi cosmici speciali emulsioni fotografiche, messe a punto soprattutto da Occhialini. Scoprono così una nuova particella, il mesone π, detto anche pione o particella di Yukawa. È un passaggio decisivo verso la comprensione dell'interazione forte, una delle quattro forze fondamentali della natura, che tiene insieme i quark nei nucleoni ed è responsabile della stabilità del nucleo atomico.
Nel 1948 Blackett riceve il premio Nobel per la scoperta del positrone. Nel 1950 Powell riceve il premio Nobel per la scoperta del pione. Nonostante il contributo fondamentale apportato ad entrambe le scoperte, Giuseppe Occhialini non viene premiato. Blacket fu abbastanza onesto da dire che lui non c'entrava niente e che il lavoro l'aveva fatto Occhialini. Solo molti anni dopo si scoprì, dai documenti della Fondazione Nobel che sul nome Occhialini c'era stato un esplicito veto. Infatti Occhialini, siccome durante la guerra non aveva collaborato all'impresa atomica, non poteva essere insignito del Nobel.
Rientrato in Italia, insegna Fisica Superiore prima all'Università di Genova (1950) poi all'Università degli Studi di Milano (1952), e fonda il Laboratorio di Fisica Cosmica e Tecnologie Relative del CNR e la Sezione Astrofisica del Dipartimento di Fisica, che poi diventerà un istituto a parte, ovvero l'Istituto di astrofisica spaziale e fisica cosmica di Milano (IASF) Qui crea una scuola protagonista nella ricerca dei raggi cosmici con l'utilizzo di emulsioni nucleari esposte ad alta quota, un'esperienza culminata nel 1954 con l'esperimento G-Stack.
Con l'avvento degli acceleratori di particelle, Occhialini esplora nuovi campi di ricerca, tra i quali la fisica dello spazio, dando un contributo decisivo alla fondazione dell'Agenzia Spaziale Italiana (ASI) e dell'Agenzia Spaziale Europea (ESA). Tra i suoi studenti figurano il poi Premio Nobel per la fisica Riccardo Giacconi, Guido Vegni, nominato suo assistente a Milano nel 1960, poi suo successore alla cattedra di particelle elementari a Milano dal 1980, e Nanni Bignami.

## Riconoscimenti
- Il satellite SAX, il primo satellite italiano per lo studio dei raggi gamma, è stato rinominato Beppo-SAX dal suo soprannome "Beppo".
- Nel 1931 gli è stato assegnato il Premio Vallauri.
- Nel 1949 ha ricevuto il Premio Nazionale del Presidente della Repubblica[5].
- Nel 1956 ha ricevuto il Premio Internazionale Antonio Feltrinelli[6].
- Nel 1979 gli è stato assegnato il Premio Wolf per la fisica.
- Occhialini dà il nome al Dipartimento di Fisica dell'Università degli Studi di Milano-Bicocca, attivo dal 1997.
- Nel 2001 gli è stato dedicato un asteroide, 20081 Occhialini.
- Nel 2004 è stata creata dal Prof. Antonio Vitale, professore ordinario di Fisica all'Università di Bologna, la "Fondazione Giuseppe Occhialini" con sede a Fossombrone, città natale di Giuseppe Occhialini. La Fondazione ha come obiettivo la divulgazione della fisica sin dalle scuole superiori, ed è attiva soprattutto nella provincia di Pesaro-Urbino, dove ogni anno si tiene un corso con l'assegnazione di borse di studio per gli studenti più meritevoli.
- Nel 2007 è stato istituito in suo onore il Premio Occhialini.
- Il 22 giugno 2009 gli è stata intitolata una piazza a Milano nel quartiere Città Studi.

## Curiosità
- Giuseppe Occhialini fu appassionato speleologo e alpinista. Durante la seconda guerra mondiale dovette lasciare l'Università di San Paolo quando il Brasile dichiarò guerra all'Italia e si ritrovò nella condizione di "straniero nemico". Si ritirò a vivere per un anno in una capanna nel Parque Nacional de Itatiaia, dove fece la guida alpina: a tutt'oggi c'è una cima denominata "Pico Occhialini".